# Johanna von Schoultz
Johanna Carolina Ulrika von Schoultz (Estocolmo, 6 de marzo de 1813 - Helsinki, 28 de febrero de 1863) fue una cantante de ópera sueco-finlandesa. Fue miembro de la Real Academia Sueca de Música desde el año 1831 y es la segunda cantante de ópera escandinava, tras Justina Casagli, en haber actuado en el sur de Europa.

## Biografía
Johanna von Schoultz fue hija del matrimonio formado por Nils Fredrik von Schoultz, gobernador de Vaasa, y Johanna Henrietta Gripenberg. Fue estudiante de Karl Magnus Craelius y debutó en un concierto en una iglesia de Estocolmo en 1828. Actuó en Milán, Nápoles y muchos de los más famosos escenarios de Italia. En 1833 hizo su debut en la Ópera Italiana en París frente a Giulia Grisi, donde fue un éxito. Sin embargo, debido a problemas de salud, su carrera como cantante fue relativamente corta, de alrededor de sólo una década. Tras contraer matrimonio con Felix Brand, un ingeniero civil adinerado, regresó a Finlandia en los cuarenta y se instaló en la ciudad de Hämeenlinna, donde continuó su trabajo con la música como profesora de canto y piano, además de como directora de coro.